# 로카피에몬테
로카피에몬테(이탈리아어: Roccapiemonte)는 이탈리아 캄파니아주 살레르노도에 위치한 코무네다.